# Metaprosagoga insignis
Metaprosagoga insignis är en insektsart som först beskrevs av Vignon 1924.  Metaprosagoga insignis ingår i släktet Metaprosagoga och familjen vårtbitare. Inga underarter finns listade i Catalogue of Life.